# O.D., Rainha do Rock & Crawl
O.D., Rainha do Rock & Crawl é o terceiro álbum do grupo português Mão Morta, lançado em Junho de 1991 pela editora independente Área Total.
O “O.D.” do título corresponde à sigla inglesa para overdose.
Foi reeditado em CD 1998 pela editora NorteSul. A edição em CD teve duas faixas extra, anteriormente editadas nas colectâneas À Sombra de Deus – Braga 1988, de 1989, e À Sombra de Deus – Volume 2, de 1994. As faixas são separadas por excertos de O Capital, de Karl Marx, lidos pelos diferentes músicos.
O álbum foi reeditado em CD, sem faixas extra, em 16 de Dezembro de 2009 e na caixa Mão Morta 1988-1992 numa edição da editora Cobra.
Reeditado em vinil, como disco 3 do triplo LP Mão Morta + Corações Felpudos + O.D., Rainha do Rock & Crawl, em 25 de Novembro de 2013, pela editora Rastilho Records.

## Faixas
Lado A
1. "Bófia" (Adolfo Luxúria Canibal / Miguel Pedro, Zé dos Eclipses)
2. "Anarquista Duval" (Adolfo Luxúria Canibal / Carlos Fortes, Zé dos Eclipses)
3. "Charles Manson" (Adolfo Luxúria Canibal / Carlos Fortes, Zé dos Eclipses)

Lado B
1. "Quero Morder-te as Mãos" (Adolfo Luxúria Canibal / Carlos Fortes)
2. "O Divino Marquês" (Adolfo Luxúria Canibal / Mão Morta)

Faixas extra (Edição em CD de 1998)
1. "1.º de Novembro" (Adolfo Luxúria Canibal / Miguel Pedro)
2. "Rotte (A Morte É um Acto Solitário)" (Adolfo Luxúria Canibal / Miguel Pedro)

## Ficha Técnica
- Miguel Pedro – bateria, percussões
- Adolfo Luxúria Canibal – voz
- Zé dos Eclipses – guitarra, voz
- Carlos Fortes – guitarra, voz, piano
- José Pedro Moura – baixo, caixa de ritmos
- António Rafael – teclas, voz

Gravado e misturado em Dezembro de 1990 por Paulo Jorge no Estúdio Tcha-tcha-tcha – Miraflores.
Produção de Mão Morta.
Capa de Carlos Sousa Costa.
Temas extra no CD de 1998
- "1.º de Novembro"
  - Adolfo Luxúria Canibal – voz
  - Zé dos Eclipses – guitarra, voz, piano
  - Carlos Fortes – guitarra, voz, piano
  - Joaquim Pinto – baixo, voz
  - Miguel Pedro – percussões, guitarra, piano, baixo, voz
  - António Rafael – voz
  - Zé Luís – voz

Gravado em Dezembro de 1988 e misturado em Janeiro de 1989 por Paulo Jorge no Estúdio Tcha-tcha-tcha – Miraflores.
Produção de Mão Morta e Bula.
- "Rotte (A Morte É Um Acto Solitário)"
  - Adolfo Luxúria Canibal – voz
  - Miguel Pedro – percussões, guitarra, teclas, fitas magnéticas

Gravado e misturado em Janeiro de 1994 por Manuel Leite e Bula no Estúdio EPVA – Braga.
Produção de Miguel Pedro.